# Zelena luč
Zelena luč (v angleščini pogosto ''green-lit'' oziroma dolgo ''greenlighted'') je izraz, ki se ga uporablja pri filmski in televizijski produkciji, kadar šefi nekega studia ali TV mreže naročijo celostno produkcijo filma ali televizijske oddaje oziroma serije. S tem produkciji dajo vedeti, da je potrjen proračun in lahko nadaljujejo z izvedbo.